# 서번트 (드라마)
《서번트》(영어: Servant)는 애플 TV+에서 2019년 11월부터 2023년 3월까지 방영된 미국의 심리 공포 드라마이다.